# Hernán Rengifo
Hernan Rengifo Trigoso (Chachapoyas, 18 aprile 1983) è un calciatore peruviano, attaccante del Cusco.

## Carriera

### Club
Dopo aver iniziato la carriera in Perù, nel 2007 viene acquistato dai polacchi del Lech Poznań, dove fa reparto assieme a Robert Lewandowski. Il 26 febbraio 2009, nei sedicesimi di finale di Coppa UEFA contro l'Udinese, ha segnato il gol che ha portato momentaneamente in vantaggio i kolejorz, prima che Simone Pepe e Antonio Di Natale ribaltassero il risultato a favore dei friulani.

### Nazionale
Ha giocato con la nazionale maggiore del Perù, realizzando anche alcune reti.

## Palmarès

### Club

#### Competizioni nazionali
- Campionato di Apertura: 1

Universitario: 2002
- Campionato peruviano: 1

Univ. San Martin: 2007
- Coppa di Polonia: 1

Lech Poznan: 2008-2009
- Campionato cipriota: 1

Omonia: 2009-2010
- Coppa di Cipro: 1

Omonia: 2011
- Supercoppa di Cipro: 1

Omonia: 2010